# Vassalboro
Vassalboro – miasto w Stanach Zjednoczonych, w stanie Maine, w hrabstwie Kennebec.